# 貝爾灣
67°11′S 58°25′E / 67.183°S 58.417°E
貝爾灣（英語：Bell Bay）是南極洲的海灣，位於肯普地，該海灣根據挪威探險隊拍攝的空中照片被該國製圖師繪入地圖，現時由南極條約體系管理。